# ماساکازو تاشیرو
ماساکازو تاشیرو (ژاپنی: 田代 真一؛ زادهٔ ۲۶ ژوئن ۱۹۸۸) بازیکن فوتبال اهل ژاپن است.
از باشگاه‌هایی که در آن بازی کرده‌است می‌توان به باشگاه فوتبال یوکوهاما مارینوس و باشگاه فوتبال جف یونایتد ایچیهارا چیبا اشاره کرد.